# Combattimenti fra giganti: Scontri fra dinosauri
Combattimenti Fra Giganti - Scontri Fra Dinosauri è un picchiaduro a incontri sviluppato e pubblicato da Ubisoft e uscito il 2 novembre 2010 per Wii. Il giocatore è chiamato a controllare un dinosauro per farlo combattere in uno scontro a turni.

## Modalità di gioco
Il gioco permette di usare il proprio dinosauro in un combattimento a scontri a telecamera laterale, composto al meglio dei 3 round. Il pulsante A utilizza il colpo alto e rapido, mentre il pulsante B usa il colpo basso e potente. La concatenazione è tale da scatenare combo talmente potenti, da arrivare al colpo Strike, la cui barra, segnalata da un fulmine blu, viene riempita con le parate o le combo.
Il titolo prevede 4 modalità di gioco:
- Dominio: Il giocatore sceglierà un dinosauro per affrontare 8 avversari, per poi sfidare il nono, cioè il boss finale. Se ci riesce, si potrà utilizzare il dinosauro sbloccato in seguito.
- Versus: Dopo aver scelto due dinosauri, ognuno con le proprie caratteristiche, i giocatori si scontreranno in un'arena qualsiasi in un round o al meglio dei 3.
- Squadra: In questa modalità 2 vs 2, i 4 giocatori potranno scegliere i propri dinosauri. La meccanica è ovviamente la stessa in Versus.
- Torneo: In questo torneo, che sarà ad eliminazione diretta, si scontreranno 4, 8 o 16 giocatori.

## Accoglienza
| Testata                        | Giudizio |
| ------------------------------ | -------- |
| Metacritic (media al 4-7-2021) | 50/100   |
| CNET                           | 6,3/10   |
| GameZone                       | 5/10     |
| IGN                            | 5/10     |

Il gioco è stato accolto dalla critica in maniera mediocre, ricevendo valutazioni medio-basse e delle recensioni negative da parte della critica e dell'utenza.
GameZone ha affermato che Combattimenti fra giganti: Scontri fra dinosauri "avrebbe potuto essere un buon gioco se avesse adattato almeno alcune delle tattiche di combattimento di picchiaduro epocali come Primal Rage, ma non riesce neppure a capitalizzare i suoi punti di forza", trovando il gioco "noioso e colmo di un fascino che può interessare solo i bambini". Secondo IGN il gioco "non riesce ad andare avanti con la sua fantastica premessa, ma ci sarebbe riuscito se Ubisoft non avesse puntato troppo sui combattimenti, e una volta superato il notevole impatto visivo non c'è modo di scusare le lotte superficiali e rozze e il gameplay ripetitivo".